# درویس پاتون
درویس پاتون (انگلیسی: Darvis Patton؛ زادهٔ ۴ دسامبر ۱۹۷۷) ورزشکار دو و میدانی اهل ایالات متحده آمریکا است.